# Winter-Paralympics 2022/Teilnehmer (Norwegen)
| stlisierte Goldmedaille | stlisierte Silbermedaille | stlisierte Bronzemedaille |
| ----------------------- | ------------------------- | ------------------------- |
| 4                       | 2                         | 1                         |

Norwegen nahm an den Winter-Paralympics 2022 in Peking vom 4. bis 13. März 2022 teil.

## Teilnehmer

### Rollstuhlcurling
| Wettbewerb      | Team |
| --------------- | --- |
| Athleten        | |
| Vorrunde        | Großbritannien (7:5) Slowakei (9:3) Südkorea (4:9) Estland (3:8) Vereinigte Staaten (5:6) Lettland (8:6) Schweiz (8:5) Schweden (6:8) China (4:7) Kanada (6:7) |
| Halbfinale      | ausgeschieden |
| Spiel um Bronze | ausgeschieden |
| Finale          | ausgeschieden |
| Rang            | 8 |